# دومووینا
دومووینا (انگلیسی: Domowina) (به زبان سوربی به معنای خانه) یک اتحادیه مستقل سیاسی از مردمان سوربی و جوامع سوربی در ووژیتسا در کشور آلمان است.

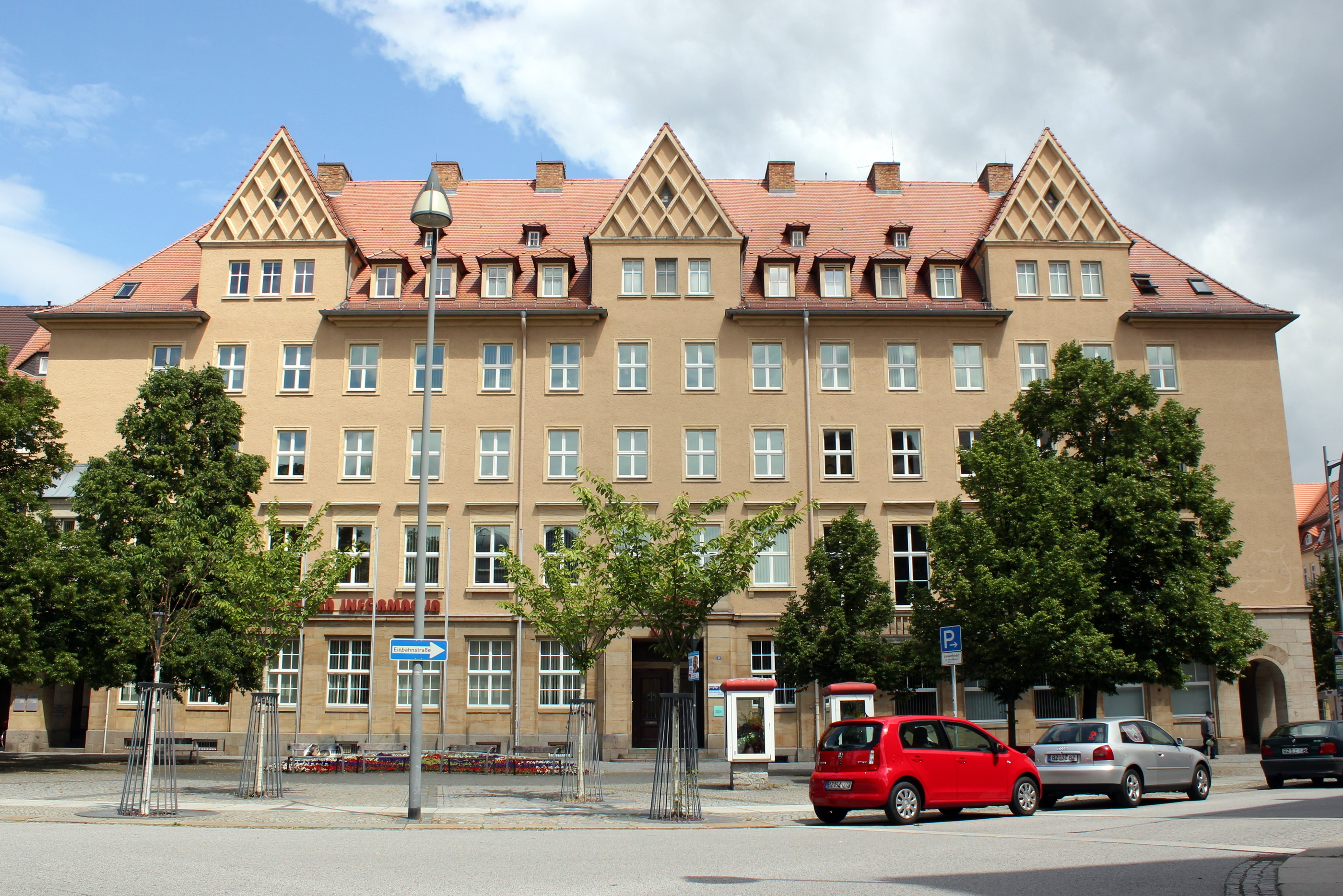
مقر دومووینا در باوتسن

این سازمان در سال ۱۹۱۲ در شهر خویرزوردا تأسیس شد.در سال ۱۹۳۷ توسط نازی‌ها بسته شد اما در ۱۰ می ۱۹۴۵ و بلافاصله پس از پایان جنگ جهانی دوم در اروپا بازگشایی شد.